# ジル・バレンタイン
| 『バイオハザード』                                   | （以降、『1』）    |
| 『バイオハザード3 LAST ESCAPE』                      | （以降、『3』）    |
| 『バイオハザード RE:3』                              | （以降、『RE:3』） |
| 『バイオハザード5』                                  | （以降、『5』）    |
| 『バイオハザード アンブレラ・クロニクルズ』          | （以降、『UC』）   |
| 『バイオハザード リベレーションズ』                  | （以降、『RV』）   |
| 『バイオハザード オペレーション・ラクーンシティ』    | （以降、『OR』）   |
| 『バイオハザード デスアイランド』※フルCG映画         | （以降、『DI』）   |
| 『バイオハザードII アポカリプス』                    | （以降、『II』）   |
| 『バイオハザードIV アフターライフ』                  | （以降、『IV』）   |
| 『バイオハザードV リトリビューション』               | （以降、『V』）    |
| 『バイオハザード: ウェルカム・トゥ・ラクーンシティ』 | （以降、『WTRC』） |

ジル・バレンタイン（Jill Valentine）は、カプコンのゲーム『バイオハザード』シリーズに登場する架空の人物。

## 基本設定

### 能力
米国陸軍〈対テロ部隊〉デルタフォースの訓練過程を経験し、ラクーンシティ警察署管轄下の特殊部隊「S.T.A.R.S.」アルファチーム（以降アルファ）に所属する紅一点。23歳とアルファの中では最年少である。チーム内のポジションはRS（リア・セキュリティ）。最前線よりも後方支援を担当することが多い。
爆発物処理のエキスパートで、薬品物に関しても一通りの知識を持っている。射撃の腕にも不足はなく、愛用のハンドガンは制式銃「サムライエッジ」を追加注文し、自分用にカスタマイズしたもの。手先が非常に器用であり、簡単な鍵ならキーピックでたちまち解錠してしまう。趣味のピアノの腕もかなりのもので、『1』では楽譜をひと目見ただけで「月光」を弾きこなした。
『RE:3』では、ネメシスとの最終決戦の際、自身よりも大きいレールガンを駆使してネメシスを撃破するなど、パワフルな一面も見せている。
ジルが登場しない『2』では主人公たちのコメントから、若い男性と一緒に写った写真を確認できるが、それがどのような人物なのかは不明。なお、2019年に発売された『2』のリメイク作品『バイオハザード RE:2』では犬の写真に変更されている。
T-ウイルスに対して完全な抗体を持っているため、ゾンビなどと接触して、噛み付かれてもゾンビ化することがない。しかし、『3』で追跡者によって触手により高濃度のT-ウイルスを直接感染させられた際には、ゾンビ化を懸念している（詳細は#『バイオハザード3』を参照）。

### 性格
正義感・責任感が非常に強く、「S.T.A.R.S.」入隊動機を「市民を脅かす悪が許せなかった」と語るほどである。また、不条理と感じた点には臆することなく疑問を呈し、たとえ相手から拒否されようが、真相究明のためしつこく食い下がる。
どちらかと言えば直情径行な気質を持っているが、「S.T.A.R.S.」の任務中は冷静に振る舞い、的確な判断により隊の窮地を幾度も救っている。非常時においては決して弱音を吐かないために周りからは「気丈な人物」、女性というハンデを感じさせぬその鮮やかな戦いぶりから「男まさりの強い女性」と捉えられがちであるが、強さを装っている部分が少なからずある。『1』では仲間であるケネス・J・サリバンの凄惨な死体を目の当たりにした時は放心し、ある時は不意を突いて襲ってきたゾンビを前に焦りと恐怖から後ずさって尻もちをつく、浴槽から現れたゾンビに腰を抜かして頭を踏み潰したもののその惨状にトイレで嘔吐してしまうなどである。また、盟友であるバリー・バートンの不可解な行動に対し、不安気な表情を見せるなど、時折見せる弱さがジル・バレンタインの素の姿である。
『1』では男勝りで気分屋な性格だった。映画『バイオハザードII アポカリプス』では『1』に近い男勝りな性格で、しかしオリジナルのゲームとは異なり、喫煙者という設定が追加されている。
『3』では生き延びるために決して諦めずに活路を見出そうとし、ラクーンシティ脱出を諦めるカルロスを殴打と共に叱咤するなど、強靭な意志の持ち主であることが強調されている。『1』でも見られた直情径行的な気質も発揮されており、ガスボンベの爆発を利用して追跡者を気絶させた際には、同行中のカルロスに呆れられ、最終決戦後に瀕死となった追跡者にトドメを刺す選択肢を選んだ場合は、マグナムを発砲しながら散々追い回された怒りをぶつけた。一方で、追跡者による負傷を経てt-ウィルスに感染しカルロスの看病を受けた際には、カルロスへの叱咤とは裏腹に、死への恐怖と不安を吐露するという、か弱い部分を垣間見せた。
『RV』や『5』では数多の修羅場を乗り越えた経験もあり、未知のB.O.W.や困難に遭遇しても取り乱すことは少なくなっており、言動も落ち着いた言動に終始している。

### 容姿
聡明な輝きを帯びた大きな瞳が印象的である。
華著な体だが、スタイルが良い。『1』のイメージイラストではショートヘアに見えるが、キャラクター選択画面や実写映像ではロングヘアである。ゲームでも帽子で髪をまとめている。
『3』でショートヘアに変更され、『1』リメイク版では最初から任務の邪魔にならないように髪を顎の丈でまっすぐに切り揃えたショートカットになっている。『5』と『RV』ではポニーテール。『5』で行方不明になるまでは黒味がかった茶髪であり、その後は後述の通り金髪になっている。

### 衣装
『1』では「S.T.A.R.S.」の制服を着用。両肩には重厚な肩パッドを装着している。それを固定するサスペンダーは支えの位置が胸のすぐ下であるため、ジルのスタイルの良さを際立たせている。頭には、「S.T.A.R.S.」のメダリオンが入った青いベレー帽を被っており、彼女のトレードマークである。
『3』では体型にフィットしたスカイブルーのチューブトップ、腰には無造作に巻いた無地の白いカーディガン、裾にパイピングをあしらった膝上20cm以上の黒いタイトミニスカート、マホガニー色のロングブーツといった、露出の多い私服を着用している。『1』のGC版リメイクおよびHDリマスター版では、『3』の中盤以降に装着するサイドパックを初めから装着した「カジュアルコスチューム」という名称でこのコスチュームが2周目クリア特典として登場する。『1』を反映したパチスロ版では、他の隊員がS.T.A.R.S制服を着用している中、ジルだけはこのコスチュームを着用している。2004年の映画『バイオハザードII アポカリプス』では、ジル役のシエンナ・ギロリーがこのコスチュームを再現した衣装で登場した。2015年12月15日にはコスプレ用のアイテムとして商品化され、クリス・レッドフィールドの衣装やS.T.A.R.S.ベストと共に、クリアストーンより発売された。『バイオハザード RE:3』では、数量限定特典として原作である『バイオハザード3 ラストエスケープ』のデザインをモチーフとしたクラシックコスチュームとして登場する。
『3』の1周目のエピローグにおける一枚絵では、クリスと合流するための隠れ家を訪れ、その際は黒いジャケットの下に赤褐色のシャツ、黒いパンツスーツを着用している。
『RV』では、身体にフィットしたウェットスーツを着用している。
『5』では、2006年時は上半身は青いシャツ、下半身はクリーム色のズボンをそれぞれ着用し、頭には青いキャップ帽子を被っている。2009年時は体型にフィットしたバトルスーツを着用している。

### ゲーム上の特徴
『1』ではクリスより体力が低く（体力が万全な状態でもゾンビに3〜5回噛まれると死亡する）、銃を構えてから発射までの速度も遅いため、総じて身体能力が低い。ケルベロスやハンターといったスピードが速い敵には不利である。だが、クリスより多くアイテムを持てる（クリスは6個、ジルは8個）ことや、鍵の所有でアイテムブロックを消費してしまうクリスより元からキーピックを使えるため、アイテム運用面で有利となっている。また、クリス編には登場しない強力な武器のグレネードランチャーを使えるため、ボス戦は比較的簡単。
なお、リメイク版や『UC』ではスタンガンを所持。『UC』では、カウンターとして抱きついてきたゾンビにスタンガンを浴びせた後、蹴り飛ばす。
『5』では体術のほとんどが足技であり、その中でもジャンプして放つ「両膝落とし」と「首ひねり」が強力。「両膝落とし」はほとんどのマジニを一撃で倒す威力があり、状況によっては複数同時に倒すことも可能。「首ひねり」は脚で挟んだマジニの首を捻って即死させ、寄生体の出現を防ぐことができる。
『MVC2』では自ら攻撃する技の他に、一部必殺技やハイパーコンボで『バイオハザード』シリーズでの敵であるクリーチャーが乱入してくる。また、アシストタイプの1つにプレイヤーキャラクターの体力ゲージを回復させるものが存在するキャラクターの1人でもあり、『バイオハザード』シリーズでの回復アイテムであるハーブを差し出す。
『MVC3』では技が一新され、『5』における体術攻撃をメインに戦う。前作に比べてスピード重視となり、素早い動きが可能だが、ハイパーコンボでマシンガンを使用する以外は、飛び道具系の技をほとんど持っていないため、全体的に技のリーチが短く、攻撃力も低い。
ナイフの持ち方は、作品によって大きく異なる。『1』と『3』では逆手で、GC版『1』では順手で振り下ろし、『5』『RV』では突き刺すように使う。

## 劇中での活躍

### 『バイオハザード』
ラクーンシティ近郊で発生している猟奇殺人事件の調査に向かったブラヴォーチームが消息を絶ったため、彼らの捜索へ出発した際に洋館事件に巻き込まれ、クリス・レッドフィールドが主人公だった場合は、洋館に辿り着いた後に鳴り響いた銃声の正体を彼が確かめに行った後、共に待機していた隊長のアルバート・ウェスカーの裏切りによって拘束、地下牢へ監禁されるが（『UC』ではクリスと行動を共にしている）、最終的にはチームメイトのクリス・レッドフィールド、バリー・バートン、ブラッド・ヴィッカーズ、ブラヴォーチーム唯一の生存者であるレベッカ・チェンバースと共に生還する。

### 『バイオハザード3』
洋館事件の舞台となったアークレイ研究所でアンブレラが行っていた非道な生物兵器開発の事実や、S.T.A.R.S.隊長のアルバート・ウェスカーがアンブレラのスパイであることを報告するが、アンブレラとつながっていた上司や、強大な力を持っているアンブレラに立ち向かう勇気がなかった周囲にはまったく同意してもらえず、途方に暮れていた。しかし、クリスが1人でアンブレラを調査していることを知り、彼とバリーの3人でアンブレラと戦うことを決意する。その後、アンブレラを調査するためにヨーロッパへ向かったクリスやバリーとは後で合流する約束を交わし、街の内部からアンブレラの動向を探るべく残留する。それが元でラクーンシティのバイオハザードに巻き込まれ、脱出を決意する。
脱出を目指す中で出会ったアンブレラ私設部隊「U.B.C.S.」隊員のカルロス・オリヴェイラのことを最初は怪しむが、彼の態度を見て信用するようになり、共に行動する。しかし、まもなくアンブレラの送り込んだクリーチャー「追跡者」によって高濃度のT-ウィルスを直接感染させられ、一時はゾンビ化を覚悟して介錯をカルロスに依頼する。カルロスが病院へ出向いて精製したワクチンを投与してくれたことで回復した後には追跡者による何度もの襲撃に何とか対処して逃げ延び、最終的にはレールキャノン「パラケルススの魔剣」で撃破する。まもなく、救出に来たバリーのヘリコプターへカルロス共々乗り込み、脱出を果たした。
その後はクリスの潜伏先へ向かうが、そこには誰もいなかった。クリスが妹のクレア・レッドフィールドを救出するためにロックフォート島へ出発した後であることはジルには知る由も無かったが、床に残されていたナイフを見てクリスの生存を信じ、その場から立ち去る。

### 『アンブレラ・クロニクルズ』
洋館事件は『1』と、ラクーンシティ壊滅事件は『3』とおおまかな流れは同じである。
洋館事件
襲いかかってきたゾンビ犬の追跡をかわし、ウェスカー、クリス、ジルら生き残ったS.T.A.R.S.の数名は洋館へ逃げ込む。
1998年7月24日。洋館のホールで物音を聞いたクリスは調査に動くが単独行動は危険であるため、ジルも同行する。
ラクーンシティ壊滅事件
1998年9月28日。ジルは崩壊したラクーンの街中でゾンビの集団に追われ、二丁拳銃や足技で迎え撃つが多勢に無勢で窮地に陥り、そこへU.B.C.Sデルタ小隊A分隊伍長カルロス・オリヴェイラが助太刀に入ったことで行動を共にする。2人は下水道や地下鉄を経由して脱出ヘリが来る警察署へ向かい、途中で追跡者に襲われながらも最後は撃退し、ヘリに乗って無事に生還した。一方、ウェスカーはジルが単独でラクーンシティに留まっていたことを察知しており、彼女がどう動こうと事態は覆らないだろうと軽視していた。
アンブレラ終焉
ラクーンシティ壊滅から5年後の2003年。経緯は不明だが何とかクリスと合流したジルは、2人でロシア政府が編成した対バイオハザード私設部隊へ参加する。ロシアのアンブレラ施設に潜入し、アンブレラの最後の希望とも言える生物兵器「T-A.L.O.S」を倒す。

### 『バイオハザード リベレーションズ』
先述の対バイオハザード私設部隊を再編成したNGO「BSAA」の一員として登場。コードネームは「バーミリオン」である。今回はテロ組織「ヴェルトロ」の捜索に向かったクリスとは離れ、新たにアメリカの組織「FBC」から移籍してきたパーカー・ルチアーニをパートナーとしている。
T-A.L.O.S.阻止作戦および、アンブレラ崩壊から2年後の2005年、地中海の「テラグリジア」跡に面した海岸でパーカーと共に海岸に漂着した多数の肉塊を調査していた時、二人に同行していた当時のBSAA代表クライヴ・R・オブライエンから指令を受ける。それは2004年に壊滅したが、謎の復活を果たしたとされるヴェルトロの捜索に向かったクリスと、そのパートナーのジェシカ・シェラワットが北欧の雪山で消息を絶ったため、彼らが最後に残した通信リンクを頼りに捜索することだった。目的地は北欧ではなく地中海だったため、辿り着いた無人のゴーストシップと化した豪華客船「クイーン・ゼノビア」で調査を始め、そこで新たなる異形の怪物「ウーズ」らに襲撃されつつも、施錠された個室にクリスと思われる男性の姿を発見した。しかしそれはクリスに偽装されたマネキンであり、同時に壁に貼られたヴェルトロの紋章を確認した直後、謎のガスマスクの男によって催眠ガスで意識を失ってしまった。
その後、罠に嵌められ、一時的に離れ離れになってしまったが、パーカーと何とか合流を果たし、昏倒と同時に奪われた装備も取り戻したことで調査を再開し、一旦、状況を報告すべく通信手段を探そうとする。しかし各所の通信機器は破壊されていたために難航し、道中でFBC時代のパーカーの後輩だったレイモンド・ベスターと出会うが、彼の行動に若干ながら疑問を抱く。その後、配信されていたヴェルトロの犯行声明動画で新たなウィルス「t-Abyss」の存在を知り捜査を開始し、動力停止したゼノビアの船底へ向かう。そこで浸水する船底に閉じ込められそうになるも、辛くも逃れ沈没を阻止させ、何とか動力の再起動を果たし、通信手段も確保できたことで本部のオブライエンと連絡を取ると、驚愕の事実を突き付けられる。
その事実とは、実際にはクリスたちは失踪しておらず、逆にジルたちの方が失踪扱いとなっていたこと、ゼノビアの位置を捕捉したFBC長官モルガン・ランズディールの手により太陽光集積システム衛星「レギア・ソリス」が再起動させられ、ゼノビアを沈めようと画策していることだった。クエント・ケッチャムの機転により、UAVのチャフを用いてレギア・ソリスの照準をずらすことで二度目の沈没の危機を回避したが、ゼノビアに向かうクリスたちとの合流地点に向かう道中、彼女たちを昏倒させたガスマスクの男の正体が、実はレイモンドだったことが露見し、そもそもヴェルトロの復活自体が捏造であったことを悟る（具体的な理由を知ったのはゼノビアを脱出した後のオブライエンとの通信から）。その後、ようやく合流したクリスと改めてコンビを組み、パーカーとジェシカのコンビとは別れ、クリスが「クイーン・セミラミス」で得た情報を頼りに研究施設へ向かい、捜査を開始する。そこで「テラグリジア・パニック」から続いた一連の事件の黒幕はモルガンだったことを知り、格納されていた大量のt-Abyssの中和には成功したものの、モルガンの逮捕に繋がる確実な証拠は見つからなかった。最終的にジェシカの裏切りとパーカーの犠牲（実際にはレイモンドと共に生存）、巨大な寄生虫型B.O.W.マラコーダの襲撃を経て、沈没するゼノビアから脱出し、それでも諦めず新たな情報を頼りにモルガンを追い詰めるべく、2004年にテラグリジアと共に沈められた「クイーン・ディード」へ潜入する。そこでt-Abyssの力で怪物化し、一年もの期間を生き延びていたヴェルトロの首領、ジャック・ノーマンを倒し、確たる証拠となるモルガンとノーマンの取引映像が収録されていたPDAを奪取することで、ついにモルガンの逮捕へと繋がった。
ジルたちの活躍によりモルガンは失脚、同時にFBCは事実上の解散状態となり、その人材と機能の大部分はBSAAに吸収され、NGOとして出発したBSAAは国連管轄の公的機関として格上げされることとなる。それでもジルたちは休むことなく第一線のエージェントとして活動を続けており、『5』の追加エピソード「LOST IN NIGHTMERES」におけるスペンサー邸潜入直前の場面で物語は終わり、『5』に繋がっていく。なお、劇中で彼女はt-Abyssの試作ワクチンを自身に投与することで、ウィルス汚染の脅威から逃れている。そのため、『5』までに自身の肉体に「T」だけでなく「t-Abyss」、二種類のウィルスに対応するワクチンを投与していたことになる。

### 『バイオハザード5 Lost in Nightmares』
『RV』での事件の後もクリスと共にBSAAの「オリジナル・イレブン」の一員として活動していた。しかし、『5』の3年前、アンブレラの創設者、オズウェル・E・スペンサーの逮捕のため、クリスと共にスペンサー邸に乗り込むが、スペンサーを殺害したその場にいたアルバートと戦闘になり、殺されそうになったクリスを庇ってアルバートを道連れに崖から転落する。彼女の捜索は行われたが、アルバート共々遺体は見つからず、公式には死亡扱いとなった。

### 『バイオハザード5』
BSAAの公式では死亡となっていたが、実際は共に転落したアルバートが地面に叩きつけられ、気絶した彼女を秘密裏に回収しており、トライセルアフリカ支社でしばらくの間冷凍睡眠状態に処されていた。これまでに回収したウィルスに始祖ウィルスを加える研究は、始祖ウィルス側の毒性が強すぎるために難航していたが、彼女にt-ウィルスの抗体が出来上がっていたことが発覚。これは、かつてラクーンシティで感染したt-ウィルスが微量ながら体内で生き残っていた上、冷凍睡眠中の数年間ジルの体内に潜伏していたそれによって、非常に強力なウィルス抗体が生成されるようになっており、それを使うことで始祖ウィルスの毒性が抑えられ、ウロボロスウィルスが完成した。
上記の抗体によりウィルスの実験台には使えないため、実験体としては必要なくなった。しかし、アルバートにとって彼女はクリスと同じく憎悪の対象であり、肉体を強化すると同時に精神を支配する薬物「P30」の長期投薬の実験台にされる。P30の特徴として、被験者の意識を奪うことなく自由意志を支配するという効果があり、これによりアルバートは「バイオテロを憎むジル・バレンタイン」としての意識を保たせながらバイオテロに加担させ、彼女に死よりも辛い苦しみを与えようとする。薬の副作用（身体の色素が白化し、髪の色が茶髪から金髪へと変化した）が出ながらも実験は成功し、精神は完全にアルバートたちに操られてしまい、仮面を被ってエクセラ・ギオネに仕えることとなる。その後はアルバートやエクセラの走狗としてバイオテロに加担させられ、抑え付けられていた意識は耐え難い苦しみを味わっていた。
薬物の効果によりクリスとシェバを同時に相手してもひけを取らない身体能力を得たが、精神を操作されていたことで、クリスを認識できなくなっていた（意識はあったものの逆らえなかった）。その後、正体が露呈した直後の戦闘で、胸に取り付けられていた投薬装置をクリスたちによって引き剥がされ、自我を完全に取り戻す。クリスたちと別れた直後に起こった激しい戦闘による疲労により気を失ってしまうが、そこへ救助に来たジョッシュと出会い、トライセル施設脱出の最中に通信施設を発見し、クリスたちにアルバートの弱点である薬の事実を伝える。脱出の末、火山の火口へジョッシュと共にヘリコプターで乗り込み、アルバートとの最終決戦を迎えていたクリスたちを救助、クリスとシェバがアルバートとの決着を着ける所を見届けた後、無事に帰還した。

### 『バイオハザード リベレーションズ2』
『5』での帰還後、長い検査の日々を経て現場復帰へのリハビリを始めることを、バリーへ宛てた手紙の中で明かしている。それによれば、アルバートとの戦いの後にBSAAで公式な死亡認定を受けた際にバリーが深い悲しみに暮れていたこと、さらにモイラとの親子関係を心配していたこと、遠回しに自身の復帰祝いを願っていることがうかがえる。

### 『バイオハザード：デスアイランド』
『5』でスペンサー邸でアルバートに捕らえられた後、T-ウィルスの投薬実験の副作用で肉体の劣化が抑えられたため、41歳にもかかわらず容姿は『3』での姿ほぼそのままとなっている。ただし、他の副作用として精神的後遺症が長引いてしまい、6年掛けてようやく部隊へと復帰を果たした。アルバートに操られバイオテロへの加担、クリスへの襲撃行為などに自責の念を感じていた。
クリス、ジル、レベッカはサンフランシスコを中心に発生している感染経路不明のゾンビの出現事件を追っていた。クレアが勤める「テラセイブ」の協力もあり、感染者の共通点として全員がアルカトラズ島を訪問していたことが判明。島に事件の要因があると見て、クリス、ジル、クレアはかつては刑務所として使われ、現在は観光地と化しているアルカトラズ島へ向かった。
観光客と共に上陸してまもなく、観光客の中からゾンビ化する人間が発生し、次々と人を襲い始める。武器に限りがある中、ジルたちは被害者を少しでも生まないためにも応戦するものの、狭い建物の中での戦闘に苦戦して、次々と観光客たちはゾンビと化していくのだった。そんな中、崩壊した床から地下へと落ちたジルは1人はぐれてしまう。地下の下水道を進んでいく途中で別の任務でアルカトラズ島に訪れていたアメリカ合衆国エージェントのレオン・S・ケネディに遭遇。ゾンビ化した人間や新型リッカーなどの襲撃に合うがレオンと協力し、ピンチを切り抜けていく。島になんらかの秘密があると悟り、地下道に隠された秘密の通路の奥へと進んでいく。
基地を進む中、レオンとジルはなんらかの生き物の培養施設を発見する。なんらかの計画が秘密裏に進められていることを悟る2人だったが、突如謎の男が現れる。彼はディラン・ブレイク。かつて、ラクーン事件のウィルスの被害によって、味方を自らの手で殺すことになって以来、世間への復讐を誓った男だった。彼はモスキート・バイオ・ドローンを使って、指定した相手をウィルスに感染させられ、クリスやクレアは牢屋に捕らえられそのドローンによりすでにウィルスに感染させられていた。そしてレオンまでがそのウィルスに感染させられてしまった。
レオンが閃光手榴弾使い、ジルのみその場から一時逃げることに成功。態勢を立て直すため逃げる道中SWAT隊員とアルカトラズ島に来ていたレベッカと遭遇。ウイルス抗体ワクチンを所持したレベッカにクリス、レオン、クレアの救出を託した。
その後バイオ・ドローンの培養施設内でB.O.W化したディランとクリス、レオン、クレア、レベッカと共に最終決戦となり5人で力を合わせ勝利をする。本格的にBSAAへ復帰を果たした。

## 実写映画シリーズ

### 『バイオハザードII アポカリプス』
原作ゲームと同様S.T.A.R.S.の一員で、劇中で登場する新聞記事には「S.T.A.R.S.の星」との文があり、『3』と同じ服装で登場した(ブーツの色だけ黒に変わっている)。物語開始時は自宅謹慎中だったが、バイオハザード発生に伴いラクーンシティからの脱出を目指して行動を起こし、混乱している警察署のゾンビ（ただの暴徒と勘違いされ、逮捕・連行されたもの）を得意の射撃で一掃したり、墓場に出てくるゾンビをアリスと共に体術で撃退させたりと活躍、ラクーンからの脱出にも成功した。

### 『バイオハザードIII』
映画版には未登場だが小説版にのみ登場する。アンブレラ社の追手からの逃亡中、アリスら仲間たちを逃がすための囮となり、アリスらとはぐれてしまったジル・バレンタインは、単身で証拠を集めてアンブレラ社の実態を世界中に伝えようとしたが、T-ウィルス感染が世界へ拡大して文明社会そのものが崩壊したため、徒労に終わってしまう。その後ボルチモアにて、ショッピングモールに立て篭もり水や食料などを独占する武装集団と遭遇したジルは、その周辺の生き残りの人々と協力して武装集団を撃退し、ショッピングモールを奪取する。ジルは役目を終えたとその場を去ろうとするが、生き残った人々から要請され、彼らを束ねるリーダーとなった。

### 『バイオハザードIV アフターライフ』
物語終了後、登場していないにも拘らず「Jill Valentine SIENNA GUILLORY」とエンドロールのキャスト一覧に表示された直後、次回作の敵役を示唆させる形で1シーンのみ登場した。その姿は原作『5』と同様に金髪で、胸に特殊なデバイスがついている。また、服装は原作『5』の彼女が身に着けていたバトルスーツに若干のアレンジが加えられている。

### 『バイオハザードV リトリビューション』
『II』でジルを演じたシエンナ・ギロリーは制作側の意向で降板となり、二代目ジルを演じる新たな女優を選ぶことを発表した。その後シエンナがゲームシリーズのファンから声援を受けて監督のポール・W・S・アンダーソン、製作プロデューサーの元へ自ら直談判に出向き、再びジルはシエンナが演じることが決定、シエンナ自らがツイッターにて報告した。

アリスと別れた後、アンブレラ社に囚われ、胸にデバイスを取り付けられて洗脳されるなど『5』同様になり、クローンレイン、ワン、カルロスを加えた攻撃部隊の指揮を執る。その後、アリスを拘束し、彼女に拷問を与えるもウェスカーが派遣したアリス救出チームに妨害されてしまい、以降は部隊を引き連れて追跡し、アリスやレオンたちと激闘を繰り広げることとなる。終盤では戦力を失いつつも脱出に成功したアリスたちの目の前にレインと共に姿を現し、戦う。アリスの首を絞めて追い詰めるも、アリスがリモートコントロールユニットの破壊でレッド・クイーンのリモートコントロールから解放されると、正気を取り戻してレインと戦うアリスを援護、どうにかレインを倒して切り抜け、アリスに加えレオンやエイダたちと生還した。

### 『バイオハザード: ザ・ファイナル』
『III』と同じく映画版には未登場だが小説版にのみ登場する。小説版では、前作『V』終盤のウェスカーの発言はアリスを“兵器”として利用するための虚偽であったことが判明する。アンデッドの大群はレッドクイーンが差し向けたものではなく、ウェスカーの地位を狙うアンブレラ社の女性幹部「ダニア・カルドザ」（映画版では未登場）が、以前ジルを洗脳していた装置「スカラベ」の量産型をアンデッドらに用いて仕向けたものであった。その大群を率いるカルドザを打倒するため、ウェスカーはアリスを欺き、彼女に投薬したT-ウイルスも一度でもサイコキネシスを発動すれば超人化の効果はなくなってしまう不完全品であった。ワシントンD.C.のホワイトハウスでカルドザが差し向けるアンデッドの大群と戦う中で、ウェスカーの真意を見抜くアリスら一行であったが、時すでに遅くレオンとエイダはアンデッドの複合融合体「メランジ」と、ジルはウェスカーと戦うも命を落とす。

## 主な使用武器
- サムライエッジ（『1』『3』『RV』『RV2』『RE:3』） - 特注のオリジナルモデル（『RV』は後継モデルのM9A1ベースで作成されたサムライエッジA1）、東京マルイから限定発売された。『RV2』ではゲスト出演したRAIDモードで新仕様のバリーモデルを使用できる。
- グロック19(『RE:3』)
- レミントンM870（『1』） - ショットガンの名称で登場、12ゲージ弾薬を使用する。
- ベネリM3（『1』『3』『5AE』『RE:3』） - M3やアサルトショットガンの名称で登場、作中ではポンプアクションでの作動のみだが威力が高い。『5AE』では『Lost in Nightmares』『Desperate Escape』で入手・装備が可能。
- M4カービン（『3』） - NATO弾基準のアサルトカービン。その他の作品ではH&K G36などのアサルトライフルを使用している。
- コルト・パイソン（『1』『RV』『RV2』） - .357マグナムリボルバー、『RV』（『RV2』ではゲスト出演）のRAIDモードでも使用する。
- S&W M29 (『3』『5AE』『RV2』) - 『3』ではM629Cを『5AE』ではM29『Lost in Nightmares』『Desperate Escape』で入手・装備が可能。『RV2』ではゲスト出演としてRAIDモードでMG-MODEL329の名称で使用する。
- Vz61（『5』『5AE』） - 敵のときは二丁だが、プレイヤーとして使用するときは一丁でしか使えない。『5AE』でも『Desperate Escape』での初期装備でもある。
- H&K MP5（『5』『5AE』『RV』）『5』では『THE MERCENARIES』、『5AE』でも『Desperate Escape』で入手・装備が可能。
- ベレッタPx4（『5』） - 『THE MERCENARIES』および『VERSUS』で使用。
- H&K PSG1（『5』『5AE』『RV』） - 『5』では『THE MERCENARIES』および『VERSUS』のほか『5AE』でも『Desperate Escape』で入手・装備が可能。
- RPG-7（『5』『5AE』） - ロケットランチャーの名称で登場。『5』では『THE MERCENARIES』および『VERSUS』、『5AE』でも『Desperate Escape』で入手・装備が可能。

## 『MVC2』での技一覧

### 投げ技
投げ / 空中投げ
相手をつかみ、ナイフで切り裂く。空中でも同じ動作。

### 必殺技
近接戦闘A
オーラをまとってのショルダータックルで突進する。強のみボタン押し続けで溜めて威力を上げることが可能で、さらにその間は自由に動ける。また、空中でも使用可能。
グレネードランチャー
『バイオハザード』シリーズでも使用するグレネードランチャーを撃つ。弾は山なりの軌道を描いて飛び、途中で爆発する。ボタン押し続けで爆発のタイミングを遅らせることが可能。
応戦射撃
攻撃を受けるとそれをかわし、ハンドガンで反撃するカウンターの撃ち技。
緊急回避A
ジルの後ろの画面端からゾンビが歩いて来る。これをジルがよけ、そのままゾンビが相手に向かって歩いていくため、攻撃になる（これは以下の緊急回避B・Cも同様）。強で出すと火だるまになったゾンビが登場する。
緊急回避B
ジルの後ろの画面端からケルベロスが走って来る。
緊急回避
ジルの後ろの画面端上空からクロウが飛んで襲って来る。

### ハイパーコンボ
近接戦闘A+
近接戦闘Aの強化版で、同様に空中でも使用可能。
ロケットランチャー
『バイオハザード』シリーズでも使用するロケットランチャーを取り出して連射する。取り出す際にも攻撃判定がある。
CODE：T-002
ジルの目の前の地面が割れて光が溢れ出し、現れたスーパータイラントモードのタイラントT-002が相手を攻撃する。追加コマンドを入力すると、ジルがロケットランチャーで追撃する。

## 『MVC3』での技一覧

### 必殺技
円転脚
後方に側転しながら蹴りを浴びせ、空中に打ち上げる。技後は後述の「獣性」に移行する。
車輪脚
前方に側転しながら蹴りを浴びせ、地面に叩きつける。技後は後述の「獣性」に移行する。
疾風脚
真横に飛び蹴りを繰り出す。
両膝落とし
空中から両膝を突き出して真下に急降下する。
落石架
足払いで転倒させた相手に膝でのしかかる、下段判定の打撃投げ。
首絡め
相手の首を絞めながら背後へ放り投げる、上段判定の打撃投げ。
背後取り
相手の頭上に手を乗せて飛び上がり、背後に回りこむ。
獣性
四つ足でしゃがみ込む。以下の技に派生可能。
地掃脚
足払いを繰り出す。技後も「獣性」の構えを維持する。
雷刃脚
「疾風脚」と同じ動作の飛び蹴り。踏み込む距離は「疾風脚」よりも短い。
弧円脚
サマーソルトキックで打ち上げる。

### ハイパーコンボ
マシンガン掃射
マシンガンのVz61を二丁取り出し、前方に飛びながら回転して全方向に乱れ撃つ。『MVC3』においては唯一の飛び道具。
螺旋葬送脚
空中から飛び蹴りで斜め下に急降下し、ヒット時はロックして4回踏みつけ、足払いから両足蹴りで高く打ち上げた後、追いかけて蹴り落とす。
獣性暴走
Lv3専用ハイパーコンボ。胸元の投薬装置を暴走させる。常に四つ足の構えを取り、一定時間の間、高速移動ができる。

## その他の登場作品
- ポケットファイター
  - 春麗がフラッシュコンボ使用時にジルのコスチュームになる。
- めいわく星人パニックメーカー
  - ゲスト出演。特定のステージで登場し普通の人間たちと同じようにキャプチャーすることができる。デザイン、および設定は『3』を使用。
- SNK VS. CAPCOM 激突カードファイターズ シリーズ（「トレーディングカードゲーム」版も含む）
  - 全作品に登場。キャラクターカードを初めとした様々なカードなどに登場している。
- WE LOVE GOLF!
  - 条件を満たすと『3』のジルのコスチュームが登場する。
- MARVEL VS. CAPCOM 2 NEW AGE OF HEROES
  - カプコン側のプレイヤーキャラクターとして参戦する。デザイン、および設定は『1』を使用。
- MARVEL VS. CAPCOM 3 Fate of Two Worlds
  - ダウンロードコンテンツ用のカプコン側プレイヤーキャラクターとして参戦する。デザイン、および設定は『5』を使用。
- ULTIMATE MARVEL VS. CAPCOM 3
  - 追加コスチュームとして『3』の衣装が登場するが、胸元の投薬装置は取れないままになっている。
- PROJECT X ZONE
- PROJECT X ZONE 2:BRAVE NEW WORLD
  - 『RV』よりクリス＆のユニットで参戦。時系列はエピローグ直前（1作目）および『5』の間（2作目）。なお、メインとパートナーが逆転している。
- 鬼武者Soul
  - カプコンヒロインズとして武将となって登場。イベントクエストでは『クイズなないろDREAMS 虹色町の奇跡』の想鐘サキと組んで幻魔を退治する。
- TEPPEN
  - カプコンの各キャラクターが異世界で戦うという設定で、主要登場人物（ヒーロー）として登場[11]。
- Dead by Daylight
  - 2021年6月に追加されたDLC「Resident Evil Chapter」にて、生存者（サバイバー）の1人として登場[12]。

## ジル・バレンタインを演じた人物

### 声優
Una Kavanagh
- 『バイオハザード』オリジナル版

Heidi Anderson
- 『バイオハザード』リメイク版

キャサリン・ディッシャー
- 『バイオハザード3』

パトリシア・ジャ・リー
- 『バイオハザード アンブレラ・クロニクルズ』
- 『バイオハザード5』
- 『TEPPEN』英語ボイス

ミシェル・ラフ
- 『バイオハザード リベレーションズ』
- 『バイオハザード オペレーション・ラクーンシティ』

カリ・ウォールグレン
- 『MARVEL VS. CAPCOM 3 Fate of Two Worlds』

Nicole Tompkins
- 『バイオハザード RE:3』英語ボイス
- 『バイオハザード: デスアイランド』

鶴ひろみ
- 『バイオハザード』DC・DS ver.

宮村優子
- 『バイオハザード』ドラマCD

湯屋敦子
- 『バイオハザード』HDリマスター版
- 『バイオハザードリベレーションズ』
- 『バイオハザード オペレーション・ラクーンシティ』
- 『バイオハザード RE:3』日本語ボイス
- 『バイオハザード デスアイランド』日本語ボイス
- 『バイオハザードII アポカリプス』劇場公開・ソフト版
- 『バイオハザードIV アフターライフ』劇場公開・ソフト版
- 『バイオハザードV リトリビューション』劇場公開・ソフト版
- 『MARVEL VS. CAPCOM 3 Fate of Two Worlds』
- 『PROJECT X ZONE』
- 『PROJECT X ZONE 2:BRAVE NEW WORLD』
- 『TEPPEN』日本語ボイス

岡本麻弥
- 『バイオハザードII アポカリプス』フジテレビ版
- 『バイオハザードIV アフターライフ』テレビ朝日版
- 『バイオハザードV リトリビューション』テレビ朝日版

沢城みゆき
- 『バイオハザード ウェルカム・トゥ・ラクーンシティ』

Tara Platt
- 『パチスロバイオハザード』

井上喜久子
- 『めいわく星人パニックメーカー』

声優不明
- 『鬼武者Soul』

### 女優
Inezh
- 『バイオハザード』オリジナル版 実写ムービー

シエンナ・ギロリー
- 『バイオハザードII』
- 『バイオハザードIV アフターライフ』
- 『バイオハザードV リトリビューション』

ハナ・ジョン＝カーメン
- 『バイオハザード： ウェルカム・トゥ・ラクーンシティ』